# Teatro Alfil
El teatro Alfil es un local ubicado en el barrio de Universidad, en el distrito Centro (Madrid). El teatro es un edificio diseñado por el arquitecto José Aspiroz que se encuentra ubicado en la calle del Pez (n.º 10), fundado en el año 1948 inicialmente como un cine de sesión matinal, denominado cine Pez. En el año 1971 se transformó en un pequeño teatro. La empresa era propiedad de los hermanos Luis y José García Ramos. En enero de 1993 se dictó una orden de cierre del local por parte del concejal Ángel Matanzo, orden que fue suspendida por el alcalde José María Álvarez del Manzano,  al hacerse cargo de la situación la compañía Yllana. El teatro ha logrado subsistir en la primera década del siglo XXI gracias al apoyo de esta compañía. En 2006 el teatro sufrió un atentado mediante una bomba incendiaria, que fue desactivada antes de su explosión, durante una obra del actor Leo Bassi.
El teatro Alfil tiene una superficie de 300 m² divididos en dos plantas: un anfiteatro de 80 m² con 46 butacas fijas y un patio de butacas con tres filas de butacas fijas en el fondo de la sala con capacidad para 62 personas, detrás de un espacio diáfano de 100 m² en el que están situadas sillas y mesas con capacidad para 100 personas sentadas o 150 personas de pie.